# Coordinadora de las Organizaciones Indígenas de la Cuenca Amazónica
La Coordinadora de las Organizaciones Indígenas de la Cuenca Amazónica (COICA) es una organización transnacional que reúne a diferentes organizaciones indígenas de la cuenca del Amazonas.
La misión de la organización es "la promoción, protección y seguridad de los pueblos y territorios indígenas a través de la defensa de sus formas de vida, principios y valores sociales, espirituales y culturales."

## Historia

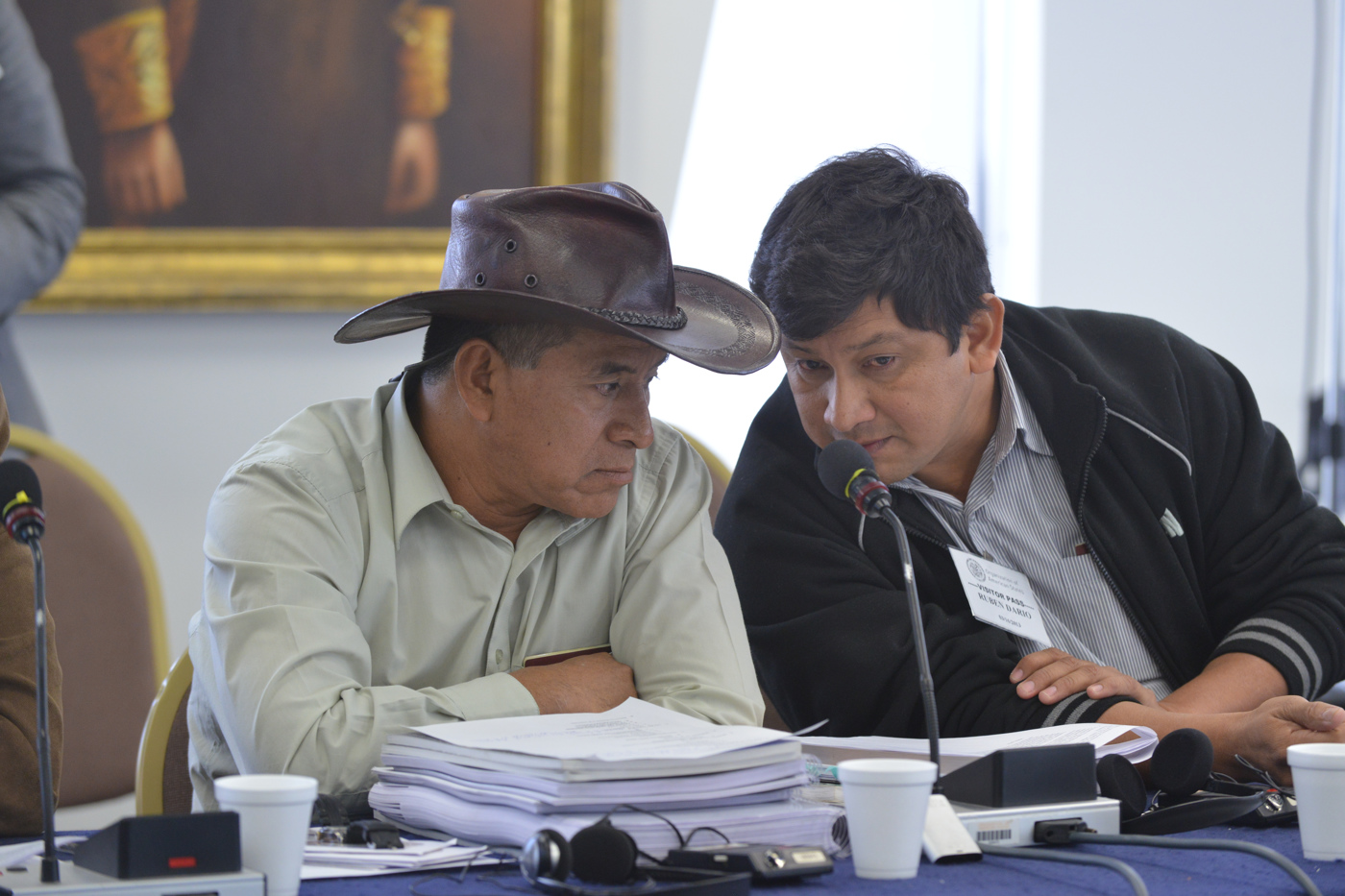
Fernando Vargas y Adolfo Chávez asisten a una audiencia sobre los situación de derechos humanos de los pueblos indígenas que habitan en el TIPNIS en 2013

COICA fue fundada durante el primer Congreso de la Organizaciones Indígenas de la Cuenca Amazónica en Lima en el 14 de marzo de 1984. Organizaciones las que participaron ser AIDESEP de Perú, ONIC de Colombia, CIDOB de Bolivia, CONFENIAE de Ecuador, y UNI de Brasil.
Los objetivos de la organización COICA son promover y desarrollar mecanismos que fomenten la interacción de los pueblos indígenas con las organizaciones miembros de COICA, defender la autodeterminación de los pueblos indígenas, respetar los derechos humanos de sus miembros, a coordinar las acciones de sus miembros a nivel internacional, para fortalecer y cultivar la colaboración mutua entre todos los pueblos indígenas de la región, y para promover la reivindicación cultural de sus miembros. Las organizaciones de COICA representan a 5000 comunidades miembros cuyos territorios incluyen 240 millones de hectáreas de bosque.
Algunas de las iniciativas que COICA ha podido lograr incluyen permitir que los pueblos indígenas sean educados en sus idiomas nativos y la fundación de una Universidad Indígena del Amazonas. Logros como estos han alentado la revitalización de las culturas tradicionales. En 1993, la sede de COICA fue reubicada permanentemente en Quito, Ecuador. Aquí la organización ha recibido el reconocimiento legal del estado Ecuadorian.

## Organizaciones afiliadas
COICA es principalmente una colaboración entre nueve organizaciones:
- Asociación Interétnica de Desarrollo de la Selva Peruana (AIDESEP), Perú
- Asociación de Pueblos Amerindios de Guyana (APA), Guyana
- Confederación de Pueblos Indígenas de Bolivia (CIDOB), Bolivia
- Coordinadora de las Organizaciones Indígenas de la Amazonía Brasileña (COIAB), Brasil
- Confederación de Nacionalidades Indígenas de la Amazonía Ecuatoriana (CONFENIAE), Ecuador
- Federación de Organizaciones Autóctonas de Guyana Francesa (FOAG), Guyana Francesa
- Organización Regional de Pueblos Indígenas del Amazonas (ORPIA), Venezuela
- Organización Indígenas de Surinam (OIS), Surinam
- Organización de los Pueblos Indígenas de la Amazonía Colombiana (OPIAC), Colombia

## Coordinadores generales
Actualmente, la coordinadora general de la COICA es Fany Kuiru, del pueblo witoto de Colombia, electa en 2022 presentada por OPIAC (organización de pueblos indígenas de la Amazonía colombiana). Luego del establecimiento de la paridad entre hombres y mujeres en los órganos de la COICA. Es la primera mujer en ocupar este cargo.
Anteriormente, el coordinador fue José Gregorio Díaz Mirabal, miembro del pueblo Wakuenai Kurripaco (etnia amazónica transfronteriza, distribuida entre Venezuela, Brasil y Colombia), nacido en Venezuela, elegido por dos años coordinador del Congreso de Organizaciones Indígenas de la Cuenca del Amazonas, con sede en Quito, Ecuador, organización que representó (en 2012) a 511 comunidades de pueblos indígenas amazónicos, incluidos 66 pueblos o tribus. aislados voluntariamente), que viven en nueve países amazónicos, o entre 3 y 4 millones de personas, según las fuentes.

### Lista de coordinadores
- Evaristo Nugkuag Ikanan (1984-1992, como Presidente)
- Valerio Grefa Uquiña
- Edwin Vásquez[5]
- Gregorio Díaz Mirabal
- Fany Kuiru Castro (2022-)